# Sofia Hellqvist

Monogram voor Sofia van Zweden

Sofia Kristina Bernadotte (voorheen: Sofia Kristina Hellqvist) (Danderyd, 6 december 1984) (Zweeds: Sofia Kristina Bernadotte, Prinsessa av Sverige, Hertiginna av Värmland) is door haar huwelijk met de Zweedse prins Carl Philip op 13 juni 2015 prinses van Zweden en hertogin van Värmland.
Sofia is de tweede dochter van Erik en Marie Hellqvist. Ze heeft een oudere zus, Lina, en een jonger zusje, Sara.
In 2010 heeft Sofia de organisatie Project Playground opgericht. De organisatie helpt kwetsbare kinderen en jongeren in en rond de townships van Kaapstad.
Het huwelijk van de prins en Sofia werd aangekondigd op 27 juni 2014. Het stel woonde toen al een tijdje samen in de chique wijk Djurgården in de hoofdstad Stockholm.
Op 13 juni 2015 werd het huwelijk voltrokken in de Koninklijke Kapel van het Koninklijke Paleis in Stockholm. Op 19 april 2016 werd hun eerste kind prins Alexander geboren. Op 31 augustus 2017 werd hun tweede kind geboren, prins Gabriel. Op 26 maart 2021 werd hun derde kind geboren, prins Julian. Op 2 september 2024 werd bekendgemaakt dat ze in verwachting is van hun vierde kind. Het meisje, prinses Ines, werd op 7 februari 2025 geboren.

## Privé
Voordat Hellqvist prinses van Zweden werd, werkte ze als naaktmodel en reality-tv-ster.